# Keb' Mo'
Keb' Mo', artiestennaam van Kevin Moore (Los Angeles, 3 oktober 1951), is een Amerikaans bluesmuzikant. Bij tijd en wijle speelt hij in films en televisieseries. Hij won drie Grammy Awards met zijn albums Just Like You (1996), Slow Down (1998), Keep It Simple (2004) en Oklahoma (2019).

## Biografie
In het begin van de jaren zeventig speelde Moore in een rhythm-and-bluesgroep, genaamd Zulu, die Papa John Creach (voorheen van Jefferson Airplane) op drie van zijn albums en ook tijdens optredens begeleidde. Hij nam in 1980 zijn eerste soloalbum op, getiteld Rainmaker, maar dat leverde geen succes op. In de jaren tachtig speelde Moore in de band van Monk Higgins en werkte hij als songwriter voor A&M Records. Moore trad in 1990 op als een deltabluesmuzikant in de theatervoorstelling Rabbit Foot. Sinds de jaren negentig gebruikt Moore het pseudoniem Keb' Mo', geïnspireerd door McKinley Morganfield (Muddy Waters) en Henry St. Clair Fredericks (Taj Mahal). In 1994 bracht Okeh Records, een sublabel van Sony Music, zijn album Keb' Mo' uit. Moore speelde de rol van Robert Johnson in de biografische speelfilm Can't You Hear the Wind Howl? uit 1996. Liedjes van Keb' Mo' zijn gecoverd door diverse artiesten waaronder Joe Cocker, BB King, Robert Palmer en Tom Jones.

## Discografie
- Rainmaker (1980)
- Keb' Mo' (1994)
- Just Like You (1996)
- Slow Down (1998)
- The Door (2000)
- Big Wide Grin (2001)
- Keep It Simple (2004)
- Peace... Back by Popular Demand (2004)
- Suitcase (2006)
- Live & Mo' (2009)
- The Reflection (2011)
- Bluesamericana   (2014)
- "That hot pink blues album" (2016)
- Oklahoma   (2019)
- Moonlight, Mistletoe & You   (2019)